# 光武街道 (南阳市)
光武街道，是中华人民共和国河南省南阳市卧龙区下辖的一个乡镇级行政单位。

## 行政区划
光武街道下辖以下地区：
西华社区、大官庄社区、工业路社区、小铁路社区、白庄社区、刘庄社区、华盛社区、光彩社区和榆树庄社区。